# Dominique de Villepin
Dominique Marie François René Galouzeau de Villepin, conegut simplement com a Dominique de Villepin   (Rabat, 14 de novembre de 1953), és un polític i escriptor francès, Primer Ministre de França entre 2005 i 2007. El seu pare, Xavier de Villepin, fou ambaixador i senador centrista escollit pels francesos a l'estranger fins a setembre de 2004.

## Biografia
És graduat per l'Escola Nacional d'Administració, el 1977 ingressà al RPR i el 1980 inicià una carrera diplomàtica. Entre els anys 1982 i 1992 ocupà càrrecs a les ambaixades dels EUA i l'Índia. Políticament ha estat lligat a Jacques Chirac des dels anys 1980. Mai no ha ocupat un càrrec per votació popular; tanmateix, ha manifestat el 2005 que no descarta presentar-se com a candidat presidencial per a les eleccions de 2007.
Fou Ministre d'afers estrangers el 2002-04, i el 2003 encapçalà l'oposició francesa a la guerra de l'Iraq. El 2004 fou nomenat ministre de l'interior.

### Primer ministre
El govern de Jean-Pierre Raffarin va dimitir després de la victòria del "no" al referèndum sobre la Constitució Europea a França el 29 de maig de 2005 i el president va nomenar de Villepin com a nou primer ministre. La seva proposta de Contracte de la Primera Feina (CPF), que preveu l'acomiadament lliure dels menors de 26 anys durant els dos primers anys de contracte, provocà el març del 2006 la convocatòria de nombroses protestes populars. Un dels actes de protesta consistí en l'ocupació de la Universitat Sorbona de París per uns 600 estudiants el 10 de maig del 2006. Malgrat la repressió i l'ocupació de la universitat per la policia Villepin fou obligat a retirar el projecte. Això agreujà la caiguda de popularitat del Villepin i del President Chirac i reforçà el paper dels sindicats francesos.
Fou president de República Solidària, un petit partit polític de dretes de 2010 a 2011.

## Obres
- 1986 : Parole d'exil
- 1988 : Le droit d'aînesse
- 2001 : Les Cent-Jours ou l'esprit de sacrifice
- 2002 : Le cri de la gargouille
- 2003 : 
  - Éloge des voleurs de feu
  - Un autre monde
  - Prefaci de Aventuriers du monde 1866-1914 : Les grands explorateurs français au temps des premiers photographes
- 2004 : 
  - Prefaci de l'Entente cordiale de Fachoda à la Grande Guerre : Dans les archives du Quai d'Orsay
  - Prefaci amb Jack Straw de l'Entente cordiale dans le siècle
  - Le requin et la mouette
- 2005 : Histoire de la diplomatie française
  - L'Homme européen
  - Urgences de la poésie